# Rousseauxia madagascariensis
Rousseauxia madagascariensis är en tvåhjärtbladig växtart som först beskrevs av Célestin Alfred Cogniaux, och fick sitt nu gällande namn av Jacq.-fél.. Rousseauxia madagascariensis ingår i släktet Rousseauxia och familjen Melastomataceae. Inga underarter finns listade i Catalogue of Life.